# Owen Tudor
Sir Owen Tudor, velšsky Owain ap Meredydd ap Tewdwr, (cca 1400 – 2. února 1461) byl velšským vojákem a dvořanem anglické královny Kateřiny z Valois (vdovy po králi Jindřichu V.), na jejímž dvoře zastával úřad Keeper of the Queen's Wardrobe (který kromě péče o garderobu spravoval také soukromé finance královny). Ze vztahu mezi Owenem a královnou vzešlo několik dětí vč. Edmunda Tudora, otce potomního anglického krále a zakladatele dynastie Tudorovců Jindřicha VII.

## Život
Owenův otec byl účastníkem protianglického povstání Owena Glendowera, po jeho neúspěchu se však s rodinou přestěhoval do Londýna. Při té příležitosti také pro svého syna přijal příjmení Tudor — jedná se o jeden z prvních dochovaných případů použití příjmení Velšanem. Mladý Owen bojoval v anglickém vojsku v bitvě u Agincourtu a krátce nato se stal plnoprávným anglickým poddaným.
Do služeb Kateřiny z Valois se dostal po smrti jejího prvního manžela v roce 1422. Owen královnu nejvíce zaujal svým „činem“, kdy se opil a usnul na jejím klíně.[zdroj?] Formální povaha jejich vztahu není vyjasněna — jejich sňatek je dodnes zpochybňován, neboť královna se o tomto zmínila prakticky až na smrtelné posteli. Roku 1427 byl ostatně přijat zákon, jenž stanovil potřebu králova souhlasu s novým sňatkem královny vdovy pod hrozbou doživotního propadnutí novomanželova majetku.
Kateřina zemřela 3. ledna 1437, krátce po porodu. Předtím se však léčila z jakési dlouhodobé nemoci, možná rakoviny. Owen Tudor byl po její smrti zadržen a obviněn z nespecifikovaných zločinů, ale krátce poté byl propuštěn.
Později se i přes svůj pokročilý věk zúčastnil válek růží, a to na straně Lancasterů. Po prohrané bitvě u Mortimers Cross (únor 1461) byl popraven yorkisty.

## Potomstvo
Owen a Kateřina měli přinejmenším pět dětí, z nichž čtyři se dožili dospělosti, syny Edmunda, Jaspera a Owena a dcery Markétu a Tacinu. Edmundovi a Jasperovi udělil jejich polorodý bratr a král Jindřich VI. hraběcí tituly z  Richmondu a Pembroke.